# Roquessels
Roquessels é uma comuna francesa na região administrativa de Occitânia, no departamento de Hérault. Estende-se por uma área de 8,98 km². Em 2010 a comuna tinha 101 habitantes (densidade: 11,2 hab./km²).